# Johan Svendsen
Johan Severin Svendsen (Kristiania, 1840. szeptember 30. – Koppenhága, 1911. június 14.) norvég zeneszerző és hegedűművész. Bár Kristianiában (ma: Oslo) született, élete legnagyobb részét Koppenhágában töltötte. Svendsen művei közé tartozik két szimfónia, egy hegedűverseny, egy csellóverseny és a Románc hegedűre, valamint számos norvég rapszódia zenekarra. Egy időben Richard Wagner német zeneszerző közeli barátja volt.

## Élete
Svendsen apjától tanult meg hegedűn és klarinéton játszani. Mire befejezte az iskolát, zenekari zenészként dolgozott, és alkalmanként rövid koncertkörutakra ment hegedűsként. Lübeckben, az egyik körútján felfigyelt rá egy gazdag kereskedő, aki lehetővé tette számára, hogy 1863 és 1867 között a Lipcsei Konzervatóriumban tanulhasson. Ferdinand David-nál kezdte tanulmányait, de gondok adódtak a kezével, így kénytelen volt zeneszerzésre váltani, amit Carl Reinecke-től tanult. 1867-ben fejezte be tanulmányait Lipcsében. Kompozícióban első helyezést ért el. Ebben az időszakban született egy házasságon kívüli fia, Johann Richard Rudolph (1867–1933).
Svendsen figyelme fokozatosan a vezénylés felé fordult. Miután töltött némi időt Párizsban (1868–70) és Lipcsében (1870–72), visszatért Kristianiaba. 1871 nyarán New Yorkba ment hogy elvegye feleségül Sarah Levett Schmidt-et, akivel korábban Párizsban találkozott. 1872 és '77 között Kristianiaban volt karmester, majd három évet töltött Németországban, Olaszországban, Angliában és Franciaországban. 1880-ban visszatért Kristianiaba hogy tanítson és vezényeljen. 1883-ban a Királyi Színházi Zenekar legfőbb karmestere volt Koppenhágában, ahol haláláig élt.

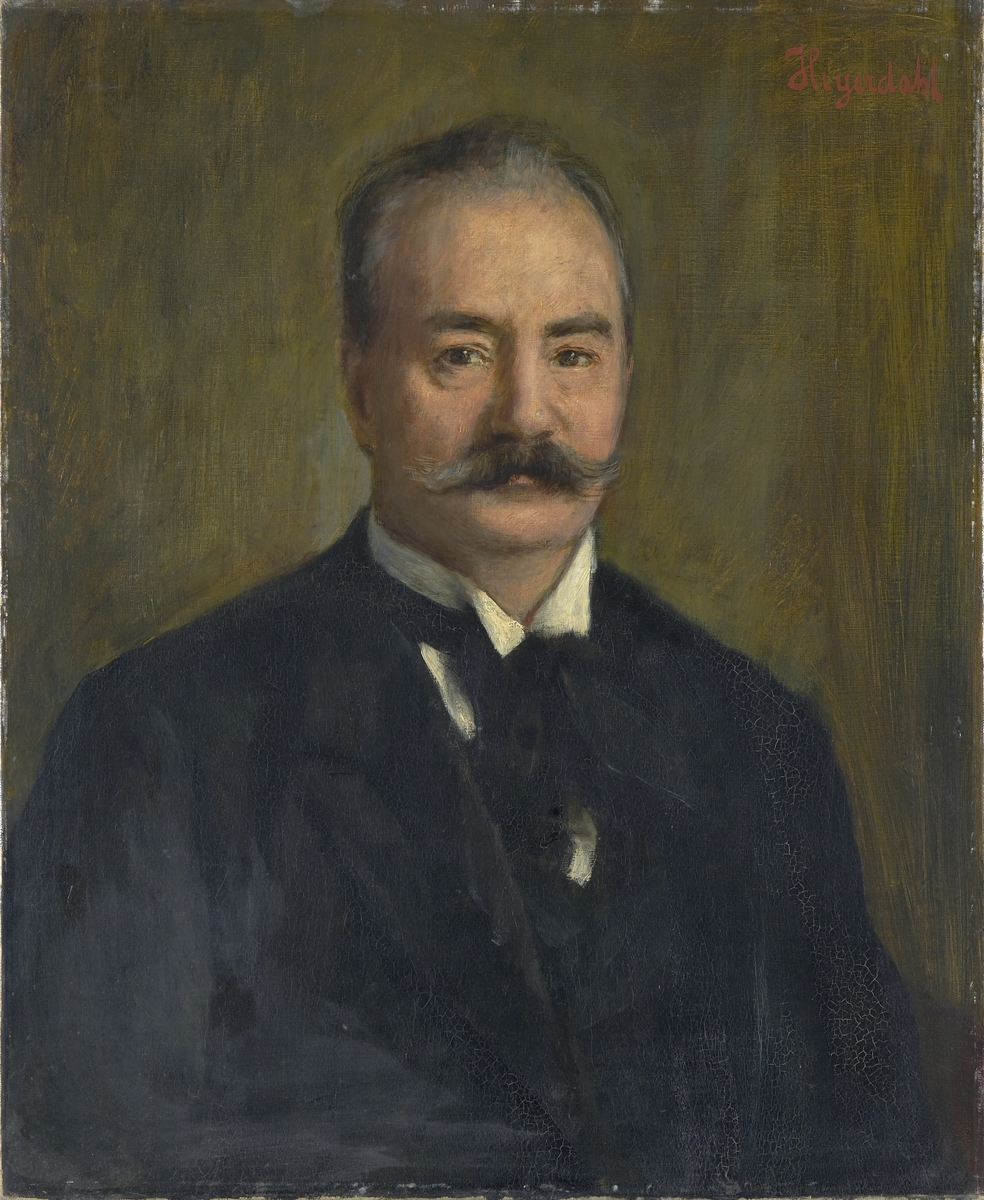
Johan Svendsen, kb.1890; Hans Heyerdahl festménye.

1884-ben elvált feleségétől, aki Párizsba költözött. Kettejük kapcsolata számos éven keresztül zavaros volt. Egy anekdota szerint volt felesége 1883-ban, egy dührohamban tűzbe dobta a zeneszerző III. szimfóniájának egyetlen példányát. Ezt az esetet Henrik Ibsen felhasználta Hedda Gabler című drámájában. Ha volt is valami, ami elégett, elég valószínűtlen, hogy az egy teljes szimfónia lett volna. Azonban 2007-ben Bjarte Engeset norvég karmester talált néhány, leginkább egy szimfóniára hasonlító vázlatot. Ezeket Bjørn Morten Christophersen dolgozta fel és hangszerelte meg. Végül a művet a Bergeni Filharmonikusok és Engeset mutatta be 2011-ben. A Sarah-tól való válást (1901. december 10.) követően elvette Juliette Haase-t (1901. december 23.), akivel együtt élt és akitől három gyermeke született. Eyvind Johan-Svendsen (1896-1946), híres dán színész is ebből a házasságból származott.
Éles ellentétben sokkal híresebb kortársával és közeli barátjával, Edvard Grieg-gel, Svendsen inkább volt híres a hangszerelési-, mintsem a harmóniai készségéről. Míg Grieg leggyakrabban kis hangszerelést alkalmazott, Svendsen elsődlegesen nagyzenekarokra írta műveit. Leghíresebb műve a Románc hegedűre és zenekarra (Op. 26.). Nagyon népszerű zenész volt Dániában és Norvégiában mind zeneszerzőként, mind karmesterként. Számos nemzeti díjat és kitüntetést is elnyert. Népszerűsége azonban nem hozott számára elismerést a nemzetközi klasszikus zenei színtéren. Koppenhágában halt meg, 70 éves korában.
Svendsen első közzétett műve, az a-moll vonósnégyes (Op. 1), nagyon népszerű és sikeres volt. Ezt hamarosan követte a Vonósnyolcas (Op. 3), és a Vonósötös (Op.5), amelyek hozzájárultak korai sikereihez. A zeneszerző összes kamarazenei darabját a Lipcsei Konzervatóriumban írta, ezek mégsem tekinthetők tanulói munkáknak. Vita nélkül őt tartották az egyik legtehetségesebb tanulónak a Konzervatóriumban. Művei díjakat nyertek és ezek nyilvános előadásain is elismerést vívtak ki.

## Művei
Nagyzenekarra
- 1. (d-moll) szimfónia, Op. 4.
- 2. (B-dúr) szimfónia, Op. 25
- Hegedűverseny, Op. 6
- Csellóverseny, Op. 7
- Sigurd Slembe, szimfonikus előjáték, Op. 8
- Párizsi karnevál, Epizód, Op. 9
- Temetési menet, XV. Károly halálára, Op. 10
- Zorahayda, legenda, Op.11
- Ünnepi polonéz, Op. 12
- Koronázási menet (II. Oszkár koronázására), Op. 13
- Norvég művészek karneválja, Op. 14
- Norvég rapszódia No. 1., Op. 17.
- Rómeó és Júlia, fantázia, Op. 18.
- Norvég rapszódia No. 2., Op. 19
- Norvég rapszódia No. 3., Op. 21.
- Norvég rapszódia No. 4., Op. 22
- Románc hegedűre, Op. 26
- Polonéz, Op. 28
- Andante Funebre

Vonószenekarra
- 2 svéd népi dallam, Op. 27
- 2 izlandi dallam, Op. 30
- Ifjol gjætt' e gjeitinn, Op.31

Kamaraművek
- Vonósnégyes, Op. 1
- Vonósnyolcas, Op. 3
- Vonósötös, Op. 5

Vokális művek
- 2 dal (férfi kórus), Op. 2
- 5 dal (ének és zongora), Op. 24
- 2 dal (ének és zongora), Op. 25
- Nászkantáta (V. Gusztáv svéd király és Viktória királyné számára), Op. 29
- Himnusz (IX. Keresztély dán király és Lujza hercegnő aranylakodalmára)

Balett
- Foraaret kommer (A tavasz érkezése), Op. 33

Valamint még kb. 50 kisebb mű, amelyeket nem tartalmaz a katalógusa.

## Dokumentumok
Johan Svendsen leveleit a Lipcsei Állami Levéltár őrzi

## Fordítás
- Ez a szócikk részben vagy egészben  a   Johan Svendsen című angol Wikipédia-szócikk fordításán alapul.  Az eredeti cikk szerkesztőit annak laptörténete sorolja fel. Ez a jelzés csupán a megfogalmazás eredetét és a szerzői jogokat jelzi, nem szolgál a cikkben szereplő információk forrásmegjelöléseként.